# Parafia św. Andrzeja Boboli w Radziczu
Parafia św. Andrzeja Boboli w Radziczu – rzymskokatolicka parafia w dekanacie Łobżenica diecezji bydgoskiej. Została utworzona w 1973 r.

## Zasięg parafii
Do parafii należą wierni z miejscowości: Dębionek (część), Machowo, Kraczki oraz Radzicz.